# جيمس هيرست (لاعب كرة قدم أمريكية)
جيمس هيرست (بالإنجليزية: James Hurst)‏ هو لاعب كرة قدم أمريكية أمريكي، ولد في 17 ديسمبر 1991 في دانفيل في الولايات المتحدة.

## وصلات خارجية
- جيمس هيرست على موقع مرجع كرة القدم المحترفة.كوم (الإنجليزية)